# 鈴木友菜
鈴木 友菜（すずき ゆうな、1992年〈平成4年〉8月11日 - ）は、日本の女性ファッションモデルである。東京都出身。スペースクラフト所属。

## 略歴
小学生の頃、ファッション誌『nicola』の小学生モデルを始めた。2009年2月、ファッション誌『Seventeen』の専属モデルを始め、同誌の2010年5月号で武井咲と初の表紙、2010年11月号で初の単独表紙を務めた。
2014年3月、同誌の専属モデルを2014年4月号で卒業し、合計7回の表紙を飾った。同月、ファッション誌『non-no』の同年5月号より専属モデルを始めた。
2016年2月、同誌の2016年4月号で西野七瀬と初の表紙を務めた。2016年11月、『インターン!』で映画初出演をはたしている。
2017年11月に『週刊プレイボーイ』にてグラビアデビューを果たす。
2018年2月5日発売の『週刊プレイボーイ８号』にて初表紙を務めた。
2019年2月20日発売の『non-no』4月号をもってnon-noの専属モデルを卒業。3月28日発売の『MORE』5月号から同誌のレギュラーモデルを開始。
2020年10月26日にYouTubeチャンネルを開設。

## 人物
趣味は漫画、好きな漫画は『NANA』、好きな映画は『DEATH NOTE』。特技はピアノ演奏、クラシックバレエ、バスケットボール。チャームポイントは笑顔。2歳上の兄がいる。
西野七瀬とnon-noでコンビを組む際は"ゆうななせ"と称される。
2024年2月に結婚した。

## 出演

### テレビドラマ
- 地獄少女 10話（2007年、日本テレビ） - 風間美香 役
- 警視庁・捜査一課長 season3 第5話（2018年5月10日、テレビ朝日） - 門脇尚見（国会議員秘書） 役

### バラエティ
- 激モテ!セブンティーン学園（2009年7月 - 2010年3月、BS-TBS） - レギュラー。
- くらしのサプリ!集合!鈴木三姉妹（2011年10月 - 2012年6月、BS朝日） - 共演：鈴木砂羽、鈴木亜美。
- 住んでる人が見たい! 世界の超! 絶景ハウス（2013年12月28日、テレビ東京）
- 住んでる人が見たい! 世界の超! 絶景ハウス2（2014年7月16日、テレビ東京）[16]
- 地球30,000 km! 奇跡の家へ 世界の超! 絶景ハウス4（2015年7月22日、テレビ東京）[17]

### ネット配信
- 臨床犯罪学者 火村英生の推理 Another Story2・3（2016年3月27日よりHulu限定配信、日本テレビ） - 摩利 役[18]。

### スチール
- 駿台予備校（2005年） - ポスター。
- チロルチョコ いちご娘代表（2006年） - イメージガール。
- セシール Cupop（2007年 - ）
- Avail （2014年3月 - ） - イメージモデル。
- ピーチ・ジョン[19]（2019年5月 - ） - 下着モデル

### CM
- 東急セキュリティ（2006年）
- ぺんてる Slicci「ジンクス1篇」（2007年）
- ロート製薬 メンソレータム モイスティアラ （2010年7月24日 - ）- 剛力彩芽、有末麻祐子、岡本杏理との共演。
- NEXCO中日本 企業CM「さあ、高速で行こう!」（2012年）
- GREE - 株式会社グラニ制作ソーシャルゲーム「神獄のヴァルハラゲート」（2015年） - 武田玲奈、坪井安奈との共演。
- 花王 ケープ（2016年）[20]
- 日本マクドナルド - マックシェイク完熟キウイ（2017年）
- ソフトバンク - ウルトラギガモンスター＋（2018年） -料金プラン解説動画「ウルトラギガモンスター＋」

### 映画
- インターン!（2016年11月5日） - 白鳥小百合 役

### PV
- MONKEY MAJIK「あいたくて」

## 書籍

### 写真集
- ユウナ（2013年10月26日、ワニブックス）[21]

### 雑誌連載
- ニコラ（新潮社）
- CM NOW（玄光社）
- Seventeen（2009年1月31日 - 2014年3月1日、集英社） - 専属モデル[22]。
- non-no（2014年3月20日 - 2019年2月20日 、集英社） - 専属モデル[23]。
- MORE（2019年3月28 - 、集英社）- 専属モデル

### カバーモデル
- 通学シリーズ
  - 通学電車 〜君と僕の部屋〜（著：みゆ、2010年7月30日、コバルト文庫）
  - 通学電車 〜君と僕の部屋〜 (原作：みゆ、作画：月島珊瑚、2010年7月30日、マーガレットコミックス）（コミカライズの紙書籍版）

### 動画
1. 1 2  鈴木友菜、YouTube始めました【Q&A】 - YouTube（2020年10月26日）2021年7月27日閲覧。
2. ↑  non-no5月号「新モデル・鈴木友菜です!」ムービー - YouTube（2014年3月23日）2021年7月27日閲覧。
3. ↑  non-no4月号で初表紙を飾る鈴木友菜・西野七瀬の撮影に突撃! - YouTube（2016年2月19日）2021年7月27日閲覧。
4. ↑  non-no1月号 鈴木友菜・鈴木ゆうかの姉妹トーク - YouTube（2016年11月20日）2021年7月27日閲覧。